# Lastenia Abarta
Lastenia Stella Abarta (1863 - 30 de enero de 1947) cuyo nombre a veces figura como Lastania o Hastonia Abarta, fue una mujer vasco-mexicana conocida por el asesinato de Francisco "Chico" Forster ocurrido el 16 de marzo de 1881 en una calle de Los Ángeles, quien le había prometido falsamente matrimonio y chantajeó para obtener sus favores.

## Acontecimientos previos
Lastenia Abarta nació en 1863 en Los Ángeles, hija de Pedro Abarta, nacido como Pierre Abartachipy en Ustaritz, Francia y Maria Ysabel Rada, nacida en Hermosillo, Sonora, México. Pedro Abarta quien era considerado uno de los pioneros de Los Ángeles, falleció a los 56 años de una enfermedad cardíaca el 3 de enero de 1877.
Abarta trabajaba en el salón de billar de sus padres, donde cantaba y tocaba la guitarra. Conocería a un cliente frecuente del salón, Francisco Pio “Chico” Forster, de 40 años, uno de los más ricos terratenientes del sur de California en aquel entonces, hijo del destacado estanciero John Juan Forster e Ysidora Pico, quien era miembro de la prominente familia Pico de California y hermana de Pío Pico, el último gobernador mexicano de California. 
Forster comenzaría a cortejar a Abarta, pero debido a las normas morales y religiosas de la época ella no aceptaría ceder a menos que él prometiera casarse con ella, Forster aceptó y prometió que se casaría con ella. Pero su madre viuda, Ysabel, no aprobaba la relación porque quería que se casara con el abogado (y exeditor de un periódico) Francisco P. Ramírez.
Pasó el tiempo y Chico siempre tenía excusas para evitar el casamiento, pero a la vez presionaba a Abarta para que tuvieran relaciones carnales, cosa a que ella se negaba rotundamente, negándose a entregar su virginidad hasta que estuvieran casados por la iglesia como establecía la normativa moral de la época. Debido a la oposición de su madre a la relación Forster convenció a Abarta de fugarse de su casa e irse con él con la promesa de que se casaría con ella; ella accedió y la llevó hasta el Hotel Moiso Mansion. Allí Chico volvería a insistir en que se acostaran y ante la amenaza de que no se casaría a menos que lo hiciera, ella le cedió su virginidad. Luego de esto le dijo a Lastenia que escapara con él a Tucson, Arizona, y que se casaría con ella allí, pero Abarta se negó y dijo que no iría a ningún lado a menos que se casaran antes en Los Ángeles.
Fue invitada a actuar en una fiesta ofrecida por Pío Pico. El expolítico acababa de perder una extensión considerable de tierra cerca de San Diego ante el padre de Chico Forster. Durante una canción, Abarta cambió la letra para burlarse de Pico y luego se escapó con Forster al Hotel Moiso Mansion. En el hotel Abarta seguía insistiendo a Forster que se casara con ella, y este le respondía que no había nadie que pudiera concretar el casamiento por esas horas. 
Abarta salió del hotel y caminó hasta la casa de su familia. Cuando su madre, Ysabel le preguntó a su hija si se casaba y obtuvo una respuesta negativa, le dijo a Lastenia, “si no estás casada hoy no quiero verte más”. Deprimida fue hasta la tienda de armas de John Leiver con aparente intención de suicidarse. Luego se dio cuenta, dijo, que no sabía cómo usar el revólver Smith & Wesson calibre .38, por lo que volvió junto al distribuidor para obtener un tutorial y este le enseñó como usarla. Cuando regresó a casa fue al salón con intenciones suicidas, hasta que su hermana Hortensia entró justo a la habitación y la vio con el arma, le preguntó qué le pasaba y Lastenia le contó la verdad, que Chico no tenía intención de casarse con ella a pesar de haberlo prometido.

## Asesinato de Chico Forster
Así, el 16 de marzo de 1881, Lastenia de 18 años en ese momento, acompañada por su hermana Hortensia, tomó un carruaje para ir a buscar a Chico Forster. Ambas lo buscaron hasta encontrarlo en el Establo Covarrubias donde le pidieron que subiera, lo cual aceptó. Los tres se dirigieron a la iglesia en la plaza, donde intentaron que se casara, pero él se negó una vez más, subieron al carruaje y camino a casa Chico se bajó a un costado de la llamada Casa Blanca, seguido por las hermanas; mientras Hortensia iba discutiendo con él, Lastenia se acercó, le grito "¿qué vas a hacer?", Chico se dio vuelta y la miro y antes que respondiera ella sacó el arma y le disparó a quemarropa en el ojo derecho, causándole la muerte al instante. Lastenia fue desarmada por uno de los múltiples testigos del acto y posteriormente las hermanas fueron detenidas.

## Juicio y resolución
En el proceso judicial de tres días a fines de abril de 1881 para determinar su destino luego de ser acusada del asesinato de Chico Forster, Lastenia Abarta tomó la inusual medida de testificar en su propia defensa. La joven de 18 años contó su historia en español, traducida al inglés por Eulogio F. de Celis, un conocido ciudadano local. En el juicio, si bien mencionó no recordar lo sucedido después de ser acusada de homicidio, su equipo de defensa afirmó que las mujeres que pierden su "virtud" pueden verse tan afectadas psicológicamente que podrían tener episodios psicóticos.
Juan Forster ante la muerte de su hijo favorito contrató a un fiscal especial, el futuro senador estadounidense Stephen M. White, por 500 dólares. Mientras que defendiendo a Abarta estuvieron dos de los abogados defensores penales más prominentes de la ciudad, John F. Godfrey y el ex cónsul en Shanghái Guilford Wiley Wells. La fiscalía sostuvo que el asesinato fue premeditado y el motivo fue la venganza. El jurado de hombres decidió absolverla por razón de locura, Abarta agradeció al cielo después del veredicto. Un desanimado Juan Forster fallecería menos de un año después, el 20 de febrero de 1882.

## Vida posterior y muerte
Tras el juicio, Lastenia y una de sus hermanas dejaron la ciudad para mudarse a El Paso, Texas donde el 20 de enero de 1883 contrajo matrimonio con el francés Auguste Cazaux con el que tendría cuatro hijos, y por razones diplomáticas en 1889 se trasladaron a la Ciudad de México, donde encajaron a la perfección en la aristocracia del porfiriato.
Falleció el 30 de enero de 1947, y sus restos se encuentran enterrados en el Panteón Francés de la Piedad en Ciudad de México, en una tumba donde también reposan los restos de su esposo Auguste, fallecido en 1918, y su hijo Agustín Cazaux Abarta, fallecido en 1935 a los 46 años y quien fue una figura destacada del automovilismo en México a principios del siglo XX, conocido por haber ganado, entre otras carreras, el Circuito Condesa en 1913, que junto a José Ignacio Limantour, fue uno de los pilotos más destacados en el desaparecido Circuito Condesa de la Ciudad de México.

## En los medios
- Su caso es recreado en la serie de televisión Las verdaderas mujeres asesinas (Deadly Women) de Investigation Discovery, en el episodio 16 de la Temporada 6 (2012).[11]